# Kistarcsa
Kistarcsa je maďarské město, nacházející se v okrese Gödöllő, asi 15 kilometrů od Budapešti. Rozkládá se na celkové ploše 1102 hektarů a v roce 2015 zde žilo 12 212 obyvatel.

## Historie
První písemná zmínka pochází z roku 1352, kdy byla obec připomínána pod názvem Tarcsa. Lze nicméně předpokládat, že osada samotná existovala mnohem dříve. Do roku 1452 ji vlastnil rod Tarchaiů. Roku 1467 je potom připomínána Horní Tarcsa (maďarsky Felsőtarcsa). V závěru 16. století, kdy vyvrcholila válka Habsburků s Turky, byla obec vylidněná. Po Rakócziho povstání na počátku 18. století byla obec dosídlena novými kolonisty z oblasti dnešního Slovenska, z okolí Nitry a Trenčína. Na mapě druhého vojenského mapování je patrná vesnice s jednou hlavní ulici, stojící v lokalitě dnes označované jako vesnice (maďarsky falu). Nacházel se zde již i kostel, který se dochoval do současnosti.
Roku 1908 zde byla postavena továrna na železniční vybavení, což odstartovalo rychlý rozvoj sídla. Později mu pomohl především populační růst Budapešti i skutečnost, že se Kistarcsa nacházela po obou stranách jedné z hlavních silnic z maďarské metropole, a sice výpadovky směrem na Eger a Miskolc. Již v roce 1903 bylo iniciováno zřízení knihovny, která se dodnes nachází v budově obecního úřadu.
Ve 30. letech 20. století se zde nacházel internační tábor pro politické vězně, během druhé světové války pak koncentrační tábor pro maďarské židy. V roce 1944 bylo z tábora vypraveno 20 transportů do vyhlazovacího tábora Auschwitz-Birkenau. Když byl tábor dne 27. září 1944 rozpuštěn (v den židovského svátku Jom kipur), zbylo zde na tisíc židů, kteří byli povětšinou posláni do jiných pracovních táborů.

## Ekonomika
Město je ekonomicky napojeno na metropoli Budapešť. Nachází se zde menší průmyslové areály. Na jihozápadním okraji Kistarcsi, která přiléhá k budapešťskému okruhu, se rozkládá rozsáhlá obchodní zóna. 

## Kultura
V Kistarcse se nachází divadlo Csigaház.

## Doprava
Středem obce prochází železniční trať z Budapešti do města Gödöllő (s dvěma stanicemi: Kistarcsa a Zsófialiget) a dále silnice celomaďarského významu č. 3. Z jihozápadní strany ji obchází dálniční obchvat Budapešti, z jihovýchodní potom dálnice M31.

## Zdravotnictví
Na okraji města stojí pešťská župní nemocnice Ference Fiora.